# Fritt bildningsarbete
Fritt bildningsarbete (vapaa sivistystyö på finska) är benämningen på folkbildning i Finland som innebär frivilliga studier öppna för alla vid folkhögskolor,  idrottsutbildningscenter, medborgarinstitut, sommaruniversitet(fi) och studiecentraler över hela Finland. Fritt bildningsarbete kallas ofta för fri bildning och omfattar ett mångsidigt utbud av utbildningar, kurser, studiecirklar, föreläsningar och aktiviteter. Längden kan vara allt från kvällskurser till årslånga utbildningar.
Enligt Finlands lag syftar fritt bildningsarbete till att utifrån principen om livslångt lärande anordna utbildning som stöder sammanhållningen och jämlikheten i samhället samt ett aktivt medborgarskap. Undervisningen ska stöda individers mångsidiga utveckling, välmående och välfärd och främja demokrati, pluralism, hållbar utveckling, kulturell mångfald och internationalism.
Var femte finländare deltar varje år i den fria bildningens verksamhet. Finska staten understöder den fria bildningen via statsandelar till mellan 57%-65%. Det finns 293 olika instanser som erbjuder fri bildning i Finland.
Centralorganisationen på finska för fri bildning i Finland är Fritt Bildningsarbete rf(fi) (på finska Vapaa Sivistystyö ry) och centralorganisationen på svenska heter Bildningsalliansen.